# ۱۶ اکتبر
۱۶ اکتبر در تقویم گرگوری، دویست و هشتاد و نهمین (در سال‌های کبیسه دویست و نودمین) روز سال است. ۷۶ روز تا پایان سال باقی است.

## رویدادها
- ۱۹۲۳ - تاسیس کمپانی والت دیزنی در بربنک، کالیفرنیا
- ۱۹۲۹. پایه‌گذاری کشور تاجیکستان در اتحاد جمهوری‌های شوروی با عنوان جمهوری شورایی سوسیالیستی تاجیکستان. پیش از آن، تاجیکستان بخش خودمختار در جمهوری شورایی سوسیالیستی ازبکستان بود.
- ۱۹۳۹ - جنگ جهانی دوم: نخستین حمله هوایی لوفت‌وافه به بریتانیا
- ۱۹۴۱ - جنگ جهانی دوم - نبرد اودسا: نیروهای رومانیایی در طی عملیات بارباروسا شهر اودسا در اوکراین را به تصرف خود درآوردند.
- ۱۹۴۵ - تاسیس فائو
- ۱۹۴۹ - اتحاد جماهیر شوروی با آلمان شرقی روابط دیپلماتیک برقرار کرد.
- ۱۹۵۱ - لیاقت علی خان، نخستین نخست‌وزیر پاکستان در راولپندی ترور شد.
- ۱۹۶۴ - چین نخستین سلاح هسته‌ای خود را آزمایش کرد.
- ۱۹۹۶ - در پی تلاش ۴۷ هزار نفر برای قرار گرفتن در ۳۶ هزار جایگاه ورزشگاه متئو فلورس شهر گواتمالاسیتی ۸۴ تن کشته و بیش از ۱۸۰ نفر زخمی شدند.
- ۱۹۹۸ - آگوستو پینوشه حاکم سابق شیلی در لندن دستگیر و به اتهام قتل به اسپانیا مسترد شد.
- ۲۰۰۲ - کتابخانه باستانی اسکندریه مصر کشف و بازگشایی شد.
- ۲۰۱۲ - سیاره فراخورشیدی آلفا قنطورس بی‌بی کشف شد.
- ۲۰۱۳ - در اثر سانحه در پرواز شماره ۳۰۱ خطوط هوایی لائوس در فرودگاه بین‌المللی پاکسه در این کشور ۴۹ نفر کشته شدند.
- ۲۰۱۷ - به دنبال برگزاری همه‌پرسی استقلال کردستان عراق، حمله نیروهای دولت مرکزی عراق به کرکوک انجام شد.

## زادروزها
- ۱۸۴۱ - ایتو هیروبومی، نخستین نخست‌وزیر ژاپن
- ۱۸۸۶ - داوید بن گوریون، نخستین نخست‌وزیر اسرائیل
- ۱۹۰۶ - دینو بوتزاتی، نویسنده ایتالیایی
- ۱۹۱۴ - محمد ظاهرشاه ، آخرین پادشاه افغانستان
- ۱۹۱۸ – تونی رولت، سرباز، مهندس و رانندهٔ مسابقات اتومبیل‌رانی اهل انگلستان (د. ۲۰۰۸)
- ۱۹۲۷ - گونتر گراس، نویسنده، مجسمه‌ساز، نقاش و برنده جایزه نوبل آلمانی
- ۱۹۳۴ – پیتر اشداون، رانندهٔ مسابقات اتومبیل‌رانی فرمول یک اهل انگلستان
- ۱۹۷۰ - مهمت شول، بازیکن فوتبال آلمانی
- ۱۹۷۷ – توروالد فنبرخ، دوچرخه‌سوار اهل هلند
- ۱۹۹۷ – شارل لکلرک، رانندهٔ مسابقات اتومبیل‌رانی فرمول یک اهل موناکو

## درگذشت‌ها
- ۱۷۹۳ - ماری آنتوانت، ملکه فرانسه و همسر لوئی شانزدهم
- ۱۹۸۱ - موشه دایان، نظامی اسرائیلی
- ۲۰۰۳ – لورین دان، دوندهٔ دوی با سرعت و با مانع پانامایی. (ز. ۱۹۴۲) [۱]

## مناسبت‌ها
- روز رئیس‌ها در کشورهای ایالات متحده، کانادا و لیتوانی
- روز نیروی هوایی در کشور بلغارستان
- روز جهانی بیهوشی
- روز پاپ ژان پل دوم در کشور لهستان
- روز معلم در کشور شیلی
- روز جهانی غذا